# Nobody Home
Nobody Home è una canzone dei Pink Floyd contenuta nell'album The Wall, pubblicato nel 1979.

Gran parte della canzone descrive lo stato mentale di Syd Barrett nel 1967 e, nell'intervista "Behind The Wall", David Gilmour ha detto che il brano descrive ciò che la maggior parte delle rockstar vivono durante i loro tour. In particolare i versi 
 si riferiscono a Richard Wright, che, in quegli anni, assumeva cocaina e ne stava diventando dipendente.

## Composizione
Il brano dura 3 minuti e 26 secondi. All'inizio della canzone si sentono delle voci provenienti da una televisione, sovrastate dalla voce di Pink che, ubriaco, dice qualcosa ad una ragazza in fuga da lui. Subito dopo entra la voce di Roger Waters accompagnata solo da un pianoforte. Man mano che la canzone va avanti si aggiungono archi, fiati, un basso elettrico e un sintetizzatore. Il testo è piuttosto malinconico e così anche la voce di Waters.

Il brano finisce improvvisamente, con un accordo del pianoforte che viene mantenuto per poco tempo, seguito nuovamente da alcune voci provenienti da una televisione.

## Trama
Come le altre canzoni dell'album The Wall, Nobody Home narra una parte della storia di Pink, il protagonista.
Pink, dietro la solitudine del suo muro psicologico, descrive la sua vita solitaria. Infatti, anche se ha tutto, sa che quando tenterà di stabilire un contatto con l'esterno fallirà. La qualità di registrazione del brano, soprattutto del pianoforte iniziale, suggerisce che Pink si trovi in un locale.

## Versione video
Il filmato inizia mostrando Pink (Bob Geldof) seduto sulla poltrona della sua stanza d'albergo che guarda la televisione. In corrispondenza del verso «I got electric light», l'uomo comincia a cambiare rabbiosamente i canali; a questa scena si alternano alcuni flashback, in cui Pink cerca di telefonare, senza successo, alla moglie. Nella scena successiva Pink si ritrova seduto sulla sua poltrona a guardare la televisione non nella sua camera d'albergo, bensì in un luogo che sembra uno dei terreni inglesi bombardati durante la seconda guerra mondiale e in cui si trovano, sparse, molte coppie di martelli incrociati, simbolo storico del film. Lì, in un nuovo flashback, il Pink bambino prende posto dell'adulto e, spinto dalla curiosità, si incammina in quella landa, passando accanto a cadaveri putrefatti ed arrivando vicino ad una trincea, nella quale entra.

## Curiosità
Durante il famoso concerto a Berlino, Roger Waters ha un brusco calo di voce e non riesce a pronunciare le parole "on the TV". Si riprende subito, incoraggiato dal pubblico. Un'altra ipotesi è invece che Waters abbia intenzionalmente lasciato cantare quelle parole al pubblico, senza avere nessun calo di voce.

## Esecutori
- Roger Waters - voce[2], VCS3[2]
- David Gilmour - basso[2]
- Richard Wright - sintetizzatore Prophet-5[2]
- Bob Ezrin - pianoforte[2]
- New York Orchestra - archi e ottoni[2]